# Baudement
Baudement ist eine französische Gemeinde mit 99 Einwohnern (Stand 1. Januar 2022) im Département Marne in der Region Grand Est. Sie gehört zum Arrondissement Épernay und zum Kanton Vertus-Plaine Champenoise.

## Geografie
Baudement liegt an der Aube in einer breiten, von landwirtschaftlicher Produktion geprägten Ebene, 100 Kilometer östlich von Paris.

## Geschichte
Die Siedlungsgeschichte des Ortes reicht bis in vorrömische Zeit zurück. Die Überreste einer römischen Straße erinnern an diese Epoche.
André de Baudement, der Stammvater des Hauses Baudement, gründete im Ort ein dem heiligen Georg geweihtes Priorat, das er 1122 der Abtei Saint-Quentin in Beauvais unterstellte. Im 18. Jahrhundert wurde die Herrschaft unter der Nachbarortschaft Anglure vereinigt.

### Bevölkerungsentwicklung
| Jahr                       | 1962 | 1968 | 1975 | 1982 | 1990 | 1999 | 2006 | 2018 |
| -------------------------- | ---- | ---- | ---- | ---- | ---- | ---- | ---- | ---- |
| Einwohner                  | 97   | 98   | 101  | 103  | 103  | 112  | 113  | 107  |
| Quellen: Cassini und INSEE |      |      |      |      |      |      |      |      |

Mit etwa 100 Bewohnern zählt die Gemeinde zu den kleineren Kommunen Frankreichs. Weder durch die Geburtenziffer noch durch Zu- oder Abwanderung kam es in den vergangenen Jahrzehnten zu bedeutenden Veränderungen der Einwohnerzahl.

## Sehenswürdigkeiten
- Motte des Ortes, Monument historique
- Kirche Saint-Leu-de-Sens aus dem 16. Jahrhundert mit romanischer Fassade; Altar und Retabel aus dem 17. Jahrhundert, Jungfrau mit Kind aus dem 14. Jahrhundert

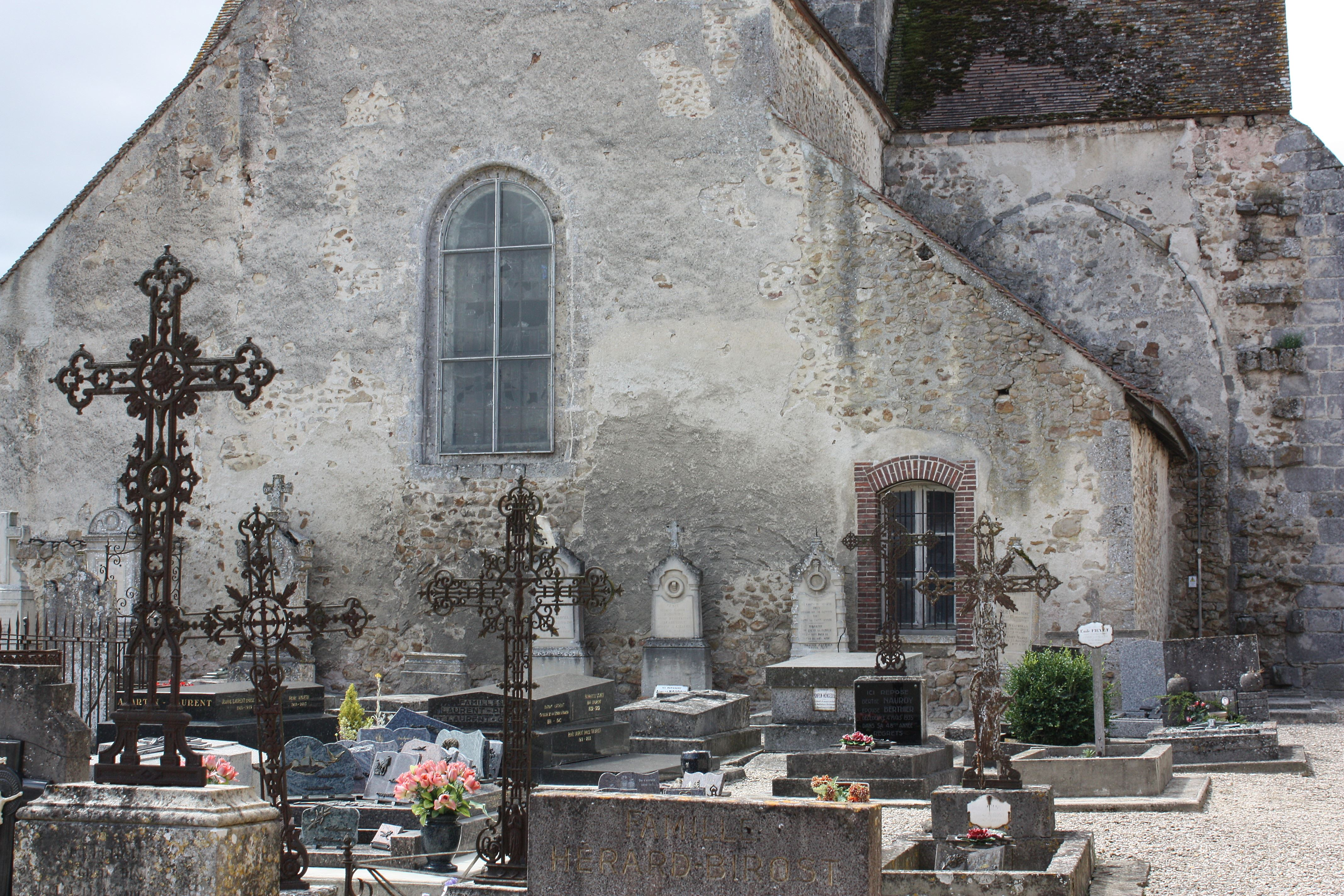
Kirche Saint-Leu-de-Sens

## Wirtschaft
Die Landwirtschaft ist die Haupteinnahmequelle. In der Ebene um Baudement werden Getreide, Zuckerrüben und Futtermittel angebaut. Neben der Aufzucht von Straußen, Emus und Nandus bestimmt die Rinderzucht die Viehhaltung.